# Escala de ciclons tropicals
Un cicló tropical és classificat d'acord amb els seus vents màxims usant diverses escales. Aquestes escales són proveïdes per diversos agents, incloent-hi l'Organització Meteorològica Mundial, el Centre Nacional d'Huracans, i l'Agència de Meteorologia.

## Atlàntic i Pacífic Est
Article principal: Escala Saffir-Simpson
L'escala Saffir-Simpson és el sistema de classificació usat amb huracans atlàntics i del pacífic est (fins a 140° W). Una tempesta Categoria 1 té els màxims vents més baixos, i un huracà Categoria 5 té els més alts. El rànquing no es basa en termes efectius. Tempestes de categoria baixa poden infringir més dany que tempestes de categoria alta, depenent de factors com el terreny local i la pluja total. Per exemple, un huracà Categoria 2 que passa per una regió urbana gran segurament causarà més dany que no pas un gran huracà Categoria 5 que passi per una regió rural. De fet, sistemes tropicals amb menys força que un huracà poden produir danys importants i víctimes humanes, per culpa sobretot d'inundacions i esllevissades.
El Centre Nacional d'Huracans americà classifica huracans de Categoria 3 en amunt com a huracans majors. El Joint Typhoon Warning Center, també nord-americà, classifica tifons amb vents de com a mínim 241 km/h (67 m/s, equivalent a una forta tempesta de Categoria 4) com a Super Tifons.
La definició de la categoria d'aquests, segons l'Organització Meteorològica Mundial (OMM, WMO en anglès) i usada per a la majoria d'agències meteorològiques és aquella que parteix d'una mitja de 10 minuts a una altura de 10 m. El servei meteorològic nord-americà defineix la categoria dels vents basant-se en la velocitat mitjana en 1 minut a 10 m de la superfície.

## Pacífic Sud
L'Agència de Meteorologia australiana fa servir una escala anomenades categories de contundència de ciclons tropicals de l'1 al 5 A diferència de l'escala Saffir-Simpson, les categories de contundència es basen en la velocitat de les ràfegues de vent màxima estimada, que és un 30-40% més forta que les mitjanes de 10 minuts dels altres vents. Les categories de contundència són classificades més baixes que a l'escala Saffir-Simpson - per exemple, un cicló tropical de categoria de contundència 2 és d'una manera equivalent a una forta tempesta tropical o a un dèbil huracà de categoria Saffir-Simpson 1.
| Categoria australiana | Velocitats màximes de les ràfegues de vent (km/h) | Velocitats màximes del vent (km/h) | Corresponent Força de Beaufort |
| Categoria australiana | Efectes | Efectes                            | Efectes                        |
| --------------------- | --- | ---------------------------------- | ------------------------------ |
| Categoria 1           | ≤125 | 63-88                              | Ventada (8-9)                  |
| Categoria 1           | Dany a edificis negligible. Dany a algunes plantacions, arbres i caravanes. |                                    |                                |
| Categoria 2           | 125-169 | 89-117                             | Tempesta (10-11)               |
| Categoria 2           | Dany a edificis mínim. Dany considerable a senyals de trànsit, arbres i caravanes. Dany dur a algunes plantacions. Risc de tall del corrent elècric. Petites embarcacions poden trencar les seves amarres. |                                    |                                |
| Categoria 3           | 170-224 | 118-159                            | Huracà (12)                    |
| Categoria 3           | Dany estructural i a la teulada. Algunes caravanes destruïdes. Probable tall del corrent elèctric. |                                    |                                |
| Categoria 4           | 225-279 | 160-199                            | Huracà (12)                    |
| Categoria 4           | Dany estructural important. Moltes caravanes destruïdes i llançades lluny. Ruïna aerotransportada perillosa. Extensos talls del corrent elèctric.                                                          |                                    |                                |
| Categoria 5           | ≥280 | ≥200                               | Huracà (12)                    |
| Categoria 5           | Extremament perillós amb extensa destrucció. |                                    |                                |

Els vents donats a la taula es basen en una mitjana de 10 minuts.

## Pacífic Oest
Japó, les Filipines, Hong Kong, Macau i Taiwan fan servir la següent escala per a classificar ciclons tropicals. Aquesta escala també s'usa per a un intercanvi regional entre els membres del Comitè de Tifons.
| Classificació            | Velocitat màxima del vent (km/h) | Velocitat màxima del vent (nusos) | Corresponent Força de Beaufort |
| ------------------------ | -------------------------------- | --------------------------------- | ------------------------------ |
| Depressió Tropical       | ≤62                              | ≤33                               | Prop de ventada(≤7)            |
| Tempesta Tropical        | 63-88                            | 34-47                             | Ventada (8-9)                  |
| Tempesta Tropical Severa | 89-117                           | 48-63                             | Tempesta (10-11)               |
| Tifó                     | ≥118                             | ≥64                               | Huracà (12)                    |

Nota:

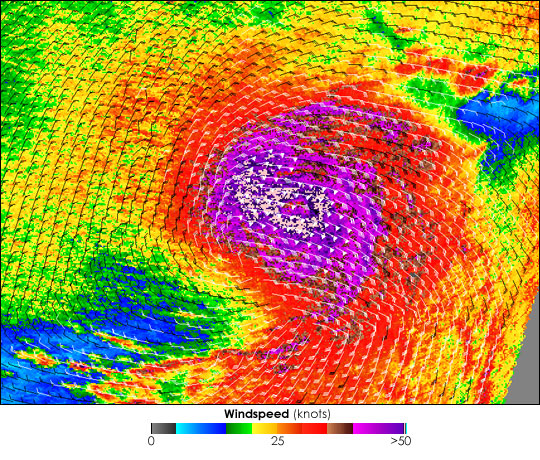
Imatge del satel·lit de la NASA QuikSCAT del Tifó Nesat (2005) mostran els vents de superficie generats per la tempesta 10 metres per sobre l'oceà. Amb vents de 213 kilòmetres per hora (115 nusos) i ràfegues de fins a 259 km/h (140 nusos), el Nesat va ser una temperta de Categoria 4.

- Els vents donats a la taula es basen en una mitjana de 10 minuts.
- Japó i Taiwan fan servir una altra escala en el seu propi idioma.
- Les Filipines mesclen 'Tempesta Tropical Severa' amb 'tempesta Tropical' al distribuir avisos populars.
- La Xina fa servir una escala molt semblant excepte:
  - Mitjanes de 2 minuts.[7]
  - Els vents d'una Depressió Tropical són definits com sent equivalents a una força de Beaufort de 6-7, i com a conseqüència un límit inferior és situar.[8]
  - El Tifó es divideix en 3 categories des de la sobtada introducció de l'estesa escala de Beaufort el 15 de març del 2006. TEls vents anomenats Tifó, Tifó Contundent i Super Tifó són definits com a equivalents a unes forces de Beaufort de 12-13, 14-15 i 16-17 respectivament.[9][10]

## Comparacions dels sistemes
L'Agència de Meteorologia australiana també ofereix aquesta taula de comparació entre sistemes de classificació:
| Classificacions de Tempesta Tropical | Classificacions de Tempesta Tropical | Classificacions de Tempesta Tropical | Classificacions de Tempesta Tropical | Classificacions de Tempesta Tropical | Classificacions de Tempesta Tropical | Classificacions de Tempesta Tropical | Classificacions de Tempesta Tropical |
| Nom australià                        | Categoria australiana                | Nord-amèrica                         | Escala de Saffir-Simpson             | Pacifíc NO                           | Mar d'Arabia / Badia de Bengala      | Oceà Índic SO                        | Pacifíc SO                           |
| ------------------------------------ | ------------------------------------ | ------------------------------------ | ------------------------------------ | ------------------------------------ | ------------------------------------ | ------------------------------------ | ------------------------------------ |
| Baixa tropical                       | -                                    | Desturbació Tropical                 | -                                    | Desturbació Tropical                 | Depressió                            | Desturbació Tropical                 | Desturbació Tropical                 |
| Baixa tropical                       | -                                    | Depressió Tropical                   | -                                    | Depressió Tropical                   | Depressió Profunda                   | Depressió Tropical                   | Depressió Tropical                   |
| Cicló Tropical                       | 1                                    | Tempesta Tropical                    | -                                    | Tempesta Tropical                    | Tempesta ciclònica                   | Tempesta Tropical Moderada           | CiclóTropical (Ventada)              |
| Cicló Tropical                       | 2                                    | Tempesta Tropical                    | -                                    | Severa Tempesta Tropical             | Severa Tempesta Ciclònica            | Severa Tempesta Tropical             | Cicló Tropical (Tempesta)            |
| Sever Cicló Tropical                 | 3                                    | Huracà                               | 1                                    | Tifó                                 | Tempesta Ciclònica molt severa       | Cicló Tropical                       | Cicló Tropical (Huracà)              |
| Sever Cicló Tropical                 | 4                                    | Huracà                               | 2-3                                  | Tifó                                 | Tempesta ciclònica molt severa       | Cicló Tropical Intens                | Cicló Tropical (Huracà)              |
| Sever Cicló Tropical                 | 5                                    | Huracà                               | 4-5                                  | Super Tifó                           | Super Tempesta Ciclònica             | Cicló Tropical molt intens           | Cicló Tropical (Huracà)              |